# Stenoterommata crassistyla
Stenoterommata crassistyla is een spinnensoort in de taxonomische indeling van de bruine klapdeurspinnen (Nemesiidae).
Stenoterommata crassistyla werd in 1995 beschreven door Goloboff.